# Cisowa Turnia
Die Cisowa Turnia ist ein Berg in der polnischen Westtatra mit 1112 Metern Höhe. Der Berg liegt auf dem Gemeindegebiet von Kościelisko.

## Lage und Umgebung
Die Cisowa Turnia liegt in der polnischen Tatra zwischen den Tälern Dolina Lejowa und dem Tal Dolina Chochołowska.

## Tourismus
Auf den Gipfel führen keine markierten Wanderwege. Der Gipfel ist jedoch von den umliegenden Tälern gut einsehbar.
Als Ausgangspunkt für eine Besteigung der Wanderwege um den Gipfel eignen sich die Ornak-Hütte und die Chochołowska-Hütte.

## Belege
- Zofia Radwańska-Paryska, Witold Henryk Paryski, Wielka encyklopedia tatrzańska, Poronin, Wyd. Górskie, 2004, ISBN 83-7104-009-1.
- Tatry Wysokie słowackie i polskie. Mapa turystyczna 1:25.000, Warszawa, 2005/06, Polkart, ISBN 83-87873-26-8.